# Cnemotettix pulvillifer
Cnemotettix pulvillifer is een rechtvleugelig insect uit de familie Anostostomatidae. De wetenschappelijke naam van deze soort is voor het eerst geldig gepubliceerd in 1916 door Caudell.